# Uroczyska Borów Dolnośląskich
Uroczyska Borów Dolnośląskich este o arie protejată (sit de importanță comunitară — SCI) din Polonia întinsă pe o suprafață de 8.067,76 ha, integral pe uscat.

## Localizare
Centrul sitului Uroczyska Borów Dolnośląskich este situat la coordonatele 51°18′05″N 15°06′49″E / 51.3013°N 15.1136°E.

## Înființare
Situl Uroczyska Borów Dolnośląskich a fost declarat sit de importanță comunitară în martie 2007 pentru a proteja 19 specii de animale.

## Biodiversitate
Situată în ecoregiunea continentală, aria protejată conține 22 de habitate naturale: Vegetație psamofilă uscată cu pășuni deschise de Corynephorus și Agrostis, Ape stătătoare oligotrofe până la mezotrofe, cu vegetație de Littorelletea uniflorae și/sau de Isoëto-Nanojuncetea, Lacuri eutrofice naturale cu vegetație de tip Magnopotamion sau Hydrocharition, Lacuri și iazuri distrofice naturale, Cursuri de apă de la nivel de câmpie la nivel montan, cu vegetație Ranunculion fluitantis și Callitricho-Batrachion, Pajiști umede nord-atlantice cu Erica tetralix, Pajiști uscate europene, Pajiști calcaroase din nisipuri xerice, Formațiuni ierboase bogate în specii de Nardus, dezvoltate pe substraturi silicioase în zone montane (și în zone submontane, în Europa continentală), Pajiști cu Molinia pe soluri calcaroase, turboase sau argilos-nămoloase (Molinion caeruleae), Fânețe de joasă altitudine (Alopecurus pratensis, Sanguisorba officinalis), Turbării active, Mlaștini oligotrofe degradate, capabile încă de regenerare naturală, Mlaștini turboase de tranziție și turbării mișcătoare, Depresiuni pe substraturi de turbă de Rhynchosporion, Mlaștini alcaline, Păduri de fag Luzulo-Fagetum, Păduri de stejar și carpen Galio-Carpinetum, Păduri acidofile de stejar bătrân cu Quercus robur pe câmpii nisipoase, Mlaștini împădurite, Păduri aluvionare cu Alnus glutinosa și Fraxinus excelsior (Alno-Padion, Alnion incanae, Salicion albae), Păduri mixte riverane de Quercus robur, Ulmus laevis și Ulmus minor, Fraxinus excelsior sau Fraxinus angustifolia, de-a lungul marilor râuri (Ulmenion minoris).
La baza desemnării sitului se află mai multe specii protejate:
- amfibieni (2): buhai de baltă cu burta roșie (Bombina bombina), triton cu creastă (Triturus cristatus)
- mamifere (5): liliac cârn (Barbastella barbastellus), lupul (Canis lupus), castor (Castor fiber), vidră de râu (Lutra lutra), liliac comun (Myotis myotis)
- nevertebrate (8): croitorul mare al stejarului (Cerambyx cerdo), libelule (Leucorrhinia pectoralis), rădașcă (Lucanus cervus), fluturele purpuriu (Lycaena dispar), Ophiogomphus cecilia, Osmoderma eremita, Phengaris nausithous, Phengaris teleius
- pești (4): zvârluga (Cobitis taenia), cicar (Lampetra planeri), țipar (Misgurnus fossilis), boarță (Rhodeus amarus)